# Tószeg
Tószeg è un comune dell'Ungheria di 4 320 abitanti (dati 2015). È situato nella contea di Jász-Nagykun-Szolnok.